# Станюкович, Кирилл Владимирович
Кирилл Владимирович Станюкович (1911—1986) — советский учёный, ботаник, географ, геоботаник, доктор биологических наук (1954), профессор (1957), Заслуженный деятель науки Таджикской ССР (1971), член-корреспондент АН Таджикской ССР (1978), участвовал в боях Великой Отечественной войны на Ленинградском и 3-м Прибалтийском фронтах (1941—1945), директор Памирской биологической станции АН Таджикской ССР (1951—1959), зав. сектором «Атлас Таджикской ССР» СОПСа АН Таджикской ССР (1965—1969), зав. сектором экспериментальной геоботаники Памирского биологического института АН Таджикской ССР (1969—1970), зав. сектором СОПС АН Таджикской ССР (1971—1975), зав. сектором географии Отдела охраны и рационального использования природных ресурсов АН Таджикской ССР (1975—1986), путешественник, участник многих экспедиций на Памир и Тянь-Шань, писатель, автор путевых очерков, научно-популярных книг и научной фантастики. Публиковался также под псевдонимом К. С..

## Биография
Родился 29 июля 1911 года в Санкт-Петербурге в семье хранителя Русского музея Владимира Константиновича Станюковича. Родственник известного русского писателя-мариниста К. М. Станюковича.
Рабочий лесопильного завода «Пионер», г. Ленинград (1929—1930).
Младший почвовед Государственного земельного треста Казахстанской экспедиции СОПСа АН СССР (1931).
Студент биологического факультета Ленинградского государственного университета (1931—1936).
Старший геоботаник Памирской экспедиции Среднеазиатского государственного университета (1935—1938).
Старший геоботаник БАМовской экспедиции переселенческого управления (1939—1941).
Участвовал в боях Великой Отечественной войны на Ленинградском и 3-м Прибалтийском фронтах с июля 1941 по сентябрь 1944 года в районе Невской Дубровки, Ленинградско-Новгородской, Нарвской и Таллинской операциях. Был дважды легко ранен. 24 сентября 1944 года заместитель командира батальона 92-го стрелкового полка (с 6 августа 1943 года полк стал именоваться 92-м стрелковым Сестрорецким Краснознамённым полком) старший лейтенант К. В. Станюкович был тяжело ранен осколками гранаты и отправлен в госпиталь. После излечения на фронт уже не вернулся.
Старший научный сотрудник Памирской биологической станции Таджикского филиала АН СССР (1946—1951), член Всесоюзного ботанического общества (1946), директор Памирской биологической станции АН Таджикской ССР (1951—1959).
К 1947 году под руководством К. В. Станюковича были составлены карты растительности ряда районов Восточного Памира, были подведены итоги многолетнему изучению морозоустойчивости растений Памира, завершены работы по изучению корневых систем памирских растений. В 1949 году выпустил в свет монографическую работу о растительности Восточного Памира, в которой обобщены богатые материалы по фитогеографии этого района, раскрыто содержание ботанических поясов, намечены пути дальнейшего изучения растительности Памира. Под его руководством были составлены карты растительности урочища Ак-Таш, южных склонов Ваханского хребта, долины Токуз-Булака и Верховьев Гунта, района Сарезского озера и долины Балянд-Кинка.
В 1955 году подписал «Письмо трёхсот», ставшее причиной отставки Т. Д. Лысенко с поста президента ВАСХНИЛ.
Старший научный сотрудник Совета по изучению производительных сил (СОПС) АН Таджикской ССР (1959—1965).
Заведующий сектором «Атлас Таджикской ССР» СОПСа АН Таджикской ССР (1965—1969).
Заведующий сектором экспериментальной геоботаники Памирского биологического института АН Таджикской ССР (1969—1970).
Старший научный сотрудник Совета по изучению производительных сил (СОПС) АН Таджикской ССР (1970—1971).
Заведующий сектором Совета по изучению производительных сил (СОПС) АН Таджикской ССР (1971—1975).
Заведующий сектором географии Отдела охраны и рационального использования природных ресурсов АН Таджикской ССР (1975—1986).
Участник множества экспедиций на Памир, Тянь-Шань, в горный Казахстан и Сибирь.
Кирилл Владимирович Станюкович скончался 16 февраля 1986 года на 75 году жизни, похоронен в городе Душанбе Таджикской ССР.

## Научная деятельность
В 1958 году он вошёл в состав Комиссии Академии наук СССР по изучению вопроса о «снежном человеке» и возглавил экспедицию АН СССР по поискам «снежного человека» на Памире. Сам он относился к слухам об этом существе скептически. Экспедиция обследовала малоизученные районы Памира — высокогорное Сарезское озеро, ледник Федченко и окрестности, в итоге заключив, что снежный человек — просто легенда. Несмотря на то, что основная задача экспедиции не была решена, она собрала огромный материал о растительности и животных тех мест, которые помогли ему закончить один из своих главных трудов — «Атлас Таджикской ССР» (1968): 

 В 1958 году союзной Академией была организована специальная экспедиция под руководством К. В. Станюковича. Как и предупреждали <…> никакого «снежного человека» или его следов на Памире обнаружено не было. Этот отрицательный ответ <…> стала оцениваться многими, как неудовлетворительная. Справедливость требует подчеркнуть заслуги этой экспедиции. Она предприняла обследование наиболее труднодоступных районов Памира — Сарезкого озера, Западного Пшарта и Балянд-Кинка. <…> Экспедицией составлены геоботанические карты района обследования на площади около полумиллиона гектаров, изучен животный мир территорий, которые зоологами до сих пор не посещались, собраны спелеологические и археологические материалы. И хотя мотивы организации экспедиции весьма курьезны, проделанную ею работу следует оценить по достоинству.— О. Е. Агаханянц

Наметил основ закономерности глобального распределения горной растительности; разрабатывал вопросы сезонной динамики фитоценозов. <…> Соч.: Холодная пустыня Центрального Тянь-Шаня. 1937 (в соавторстве); Растительный покров Восточного Памира. 1949; Растительность высокогорий СССР. Ч. 1. 1960; Полынные пустыни Таджикистана, их динамика и возрастной состав эдификаторов. 1963; Атлас Таджикской Советской Социалистической Республики. 1968 (соавтор); Растительность гор СССР (Ботан.-геогр. Очерк). 1979; Таджикистан (Природа и природные ресурсы). 1982. Составлено по данным: Краснопольский, Т. II, 1993.— 

## Литературная деятельность
По материалам своих экспедиций Станюкович написал многочисленные научные и научно-популярные работы и книги.
В рассказах и очерках, собранных в научно-художественных книгах «Тропою архаров» (1959, 1965), «Рассказ об одной экспедиции» (1962), «В горах Памира и Тянь-Шаня» (1977), «В заоблачных высях» (1980) «Солдаты караванных троп» (1991), он рассказывал о своих путешествиях по Памиру и Тянь-Шаню, о своём пути в науку, о первых советских экспедициях, изучавших природу Памира и других малоисследованных регионов, о своих экспедиционных спутниках. Книга «По следам удивительной загадки» (1965) посвящена впечатлениям об экспедиции по поискам снежного человека.
Написал несколько научно-фантастических произведений, в основном — про обнаружение выживших реликтов ушедших эпох: снежного человека (рассказы «Голуб-Яван» (1957), «Человек, который его видел» (1958; под псевдонимом К. С.) и «Акт» (1982)), саблезубого тигра («По странному следу» (1961)), рейманозавра («Обратите внимание на волнение озёра в полдень» (1965)). Бо́льшая часть этих произведений собрана в авторском сборнике «Тайну охраняет пламя» (1965). Центральное место в сборнике занимает одноимённая повесть об обнаруженном в горах Памира артефакте, оставшегося после посещения Земли инопланетными пришельцами и превращённого местными жителями в капище. Наряду с ранними произведениями А. Шалимова, указанные повесть и рассказы Станюковича занимают видное место в так называемой «географической фантастике» 1960-х годов. Написал также относящуюся к традиционной «твёрдой» (естественнонаучной) приключенческой фантастике повесть «Удивительный луч профессора Комаччо» (1965), которая рассказывает об изобретении «лучей всевидения» и борьбе прогрессивных учёных с милитаристами, пытающимися использовать это изобретение в военных целях.

## Награды и звания
- Орден Красной Звезды (1945)[4],
- Орден Дружбы народов (1981),
- Орден Отечественной войны I степени (№ 1149487, № документа 190, 23.12.1985)[4][5]
- Медаль «За оборону Ленинграда» (1943)[11],
- Медаль «За победу над Германией в Великой Отечественной войне 1941—1945 гг.» (1945)[11],
- Медаль «За трудовое отличие» (1947),
- медаль участника Всесоюзной сельскохозяйственной выставки (1955),
- Медаль «За трудовую доблесть» (1955),
- Медаль «Двадцать лет Победы в Великой Отечественной войне 1941—1945 гг.» (1966),
- Медаль «За воинскую доблесть» (1970),
- Медаль «Двадцать пять лет Победы в Великой Отечественной войне 1941—1945 гг.» (1970),
- Медаль «50 лет Вооружённых Сил СССР» (1970),
- Знак «25 лет победы в Великой Отечественной войне» (1970),
- Медаль «Тридцать лет Победы в Великой Отечественной войне 1941—1945 гг.» (1975),
- Заслуженный деятель науки Таджикской ССР (1971),
- Русским географическим обществом золотой медалью имени Петра Петровича Семёнова-Тян-Шанского (1976)[1][3][4][5][11].

## Составленные карты
- Атлас Таджикской ССР,
- Геоботаническая карта СССР,
- Геоботаническое районирование [Таджикской ССР],
- Карта растительности Средней Азии,
- Растительность [Таджикской ССР],
- Таджикская ССР, растительность[1].

## Память
Именем К. В. Станюковича названы растения:
- Potentilla Stanjukoviczi Over et Koczk. — в книге Черепанов С. К. Сосудистые растения СССР. — Л.: 1981. 441 с.
- Taraxacum Stanjukoviczii Schischk. — в книге Черепанов С. К. Сосудистые растения СССР. — Л.: 1981. — 103 с.[1]
- Бобосадыкова, Г.; Халимов, А.; Усманов, У. (19 февраля 1986). Кирилл Владимирович Станюкович: Некролог. Коммунист Таджикистана. // Коммунист Таджикистана

## Основные публикации

### Научные труды
- Кашкаров Д. Н., Жуков А. Н., Станюкович К. В. Холодная пустыня Центрального Тянь-Шаня : Результаты Экспедиции ЛГУ летом 1934 г. / Ленингр. гос. ун-т им. А. С. Бубнова. — Л.: Изд. ЛГУ, 1937. — 168 с.
- Станюкович К. В. Растительный покров Восточного Памира. — М.: Географгиз, 1949. — 160, [6] с. — (Новая серия/ Записки Всесоюз. геогр. о-ва; Т. 10).
- Станюкович К. В. Полынные пустыни Таджикистана, их динамика и возрастной состав эдификаторов / АН ТаджССР. Совет по изучению производительных сил Таджикистана. — Душанбе: Изд-во Акад. наук Таджик. ССР, 1963. — 52, [6] с.
- Атлас Таджикской ССР / Отв. ред. атласа проф., д.б.н. К. В. Станюкович; Председ. науч.-ред. совета акад. АН ТаджССР И. К. Нарзикулов. — М. - Душанбе: Главное управление геодезии и картографии при Совете Министров СССР, 1968. — [8], 200 с. — 15 000 экз.
- Станюкович К. В. Растительность гор СССР : (Ботанико-географический очерк) / Отв. ред. акад. А. Н. Максумов; АН ТаджССР. Совет по изучению производительных сил. — Душанбе: Дониш, 1973. — 411 с.

### Научно-популярные и научно-фантастические книги
- Станюкович К. В. По горным тропам. — М.: Молодая гвардия, 1957. — 208 с. — 50 000 экз.
- Станюкович К. В. Тропою архаров. — М.: Географгиз, 1959. — 182 с. — (Путешествия. Приключения. Фантастика). — 125 000 экз.
- Станюкович К. В. Рассказ об одной экспедиции / Худож. А. Голяховская. — М.: Географгиз, 1962. — 96 с. — (Путешествия. Приключения. Фантастика). — 100 000 экз.
- Станюкович К. В. По следам удивительной загадки: (Из дневника экспедиции) / Предисл. С. В. Обручева; Худож. А. Пушкарёв. — М.: Молодая гвардия, 1965. — 109 с. — 65 000 экз.
- Станюкович К. В. Тайну охраняет пламя: Фантастические рассказы и повести / Худ. С. Вишнепольский. — Душанбе: Ирфон, 1965. — 231 с. — 50 000 экз.
- Станюкович К. В. Тропою архаров: (Экспедиционные рассказы) / Худож. К. Туренко. — Душанбе: Ирфон, 1965. — 172 с. — 10 000 экз.
- Станюкович К. В. В горах Памира и Тянь-Шаня. — М.: Мысль, 1977. — 256 с. — (Путешествия. Приключения. Поиск). — 70 000 экз.
- Станюкович К. В. В заоблачных высях: Очерки / Худож. В. Рагинский. — Душанбе: Ирфон, 1980. — 302 с.
- Станюкович К. В. Солдаты караванных троп : Хроника экспедиционной жизни / Послесл. В. Макарова. — Душанбе: Адиб, 1991. — 240 с. — ISBN 5-8362-0212-5.
- Станюкович К. В. FantLab ru. «Лаборатория Фантастики» fantlab.ru. — К. В. Станюкович по материалам своих экспедиций написал более 150 научных и научно-популярных работ, книг и … — «Библиография».

### Комментарии
1. ↑  С 21 по 28 сентября 1944 года полк преследовал отходящего противника и 22 сентября 1944 года пересек границу Латвии. В ночных боях по лесистой местности зашел в тыл противника и разгромил немецкий штаб 409 пехотного полка, захватив при этом 3 тяжелых орудия.